# ばりやわとんこつ
ばりやわとんこつ（2021年12月 - ）は、日本のTikToker、YouTuber、インフルエンサー。Bariyoka Entertainment 所属。

## 来歴
2021年12月、タレント・新谷あやか（あやか）と俳優・永松文太（ぶんた）の、共に福岡県出身の2人により結成。元々は福岡を舞台とした映画を撮りたいと思っていたあやかが映画監督に相談したところ、紹介されたのが映画監督の知り合いだったぶんただったというのが2人の出会いだった。博多弁を研究するうちに、あやかが博多弁の「なんしようと」のバリエーションを表現したショート動画を制作してTiktokに投稿したところ話題となり、いつしかショート動画制作が主な活動内容となって、博多弁による恋愛系ショート動画をTikTokやYouTubeショートに多数公開し人気を博している。なお、活動を始めた当初はあやかがヴェルヴェットマネージメント、ぶんたがChouette.と別の芸能事務所に所属していたが、2023年6月に共にプリズムエンターテインメント（フィット、エンプロと業務提携）に移籍している。
動画の台本はぶんたが考え、逆に動画に出演するのはあやかのみ（永松は声のみの出演）と役割分担が成されている。
2023年5月にTiktok公式のクリエイター支援企画「＃ショートフィルム」第3期で神戸賞を受賞し、その副賞として神戸フィルムオフィスの撮影サポートのもと、神戸の魅力を伝えるショートフィルムを作成している。
2024年6月9日、所属事務所の Bariyoka Entertainment が、ぶんたのばりやわとんこつからの脱退を発表した。あやかは引き続きばりやわとんこつとしての活動を継続するという。

## メンバー
- あやか（新谷あやか、1994年11月1日 - 、福岡県筑紫野市出身）

### 元メンバー
- ぶんた（永松文太、1993年7月9日 - 、福岡県久留米市出身）

## 出演
あやか・ぶんたの単独出演についてはそれぞれの項目を参照のこと。

### TV
- RKB毎日放送「コモンセンス」レギュラーMC（2023年4月18日 -）

### SNS
- フジテレビ系列（テレビ西日本制作）「ニッポンわが町うどんMAP」SNS宣伝担当（2023年2月26日）
- サガン鳥栖 PRアンバサダー（2023年6月28日）[4][5]

### CM
- 想夫恋（2023年7月 - ）[6]